# Dynamo Żytomierz
Dynamo Żytomierz (ukr. Футбольний клуб «Динамо» Житомир, Futbolnyj Kłub "Dynamo" Żytomyr) – ukraiński klub piłkarski z siedzibą w Żytomierzu.
W 1946 występował w Mistrzostwach ZSRR.

## Historia
Chronologia nazw:
- 1928—1956: Dynamo Żytomierz (ukr. «Динамо» Житомир)

Piłkarska drużyna Dynamo Żytomierz została założona w 1928.
W 1936 zespół występował w rozgrywkach Pucharu ZSRR.
W 1944 został odrodzony. W 1946 występował w Trzeciej grupie Mistrzostw ZSRR. Zajął 8. miejsce w 10-drużynowej grupie. Następnie uczestniczył w rozgrywkach piłkarskich Ukraińskiej SRR.
W latach 1945–1954 ciągłe zdobywał mistrzostwo obwodu żytomierskiego oraz z wyjątkiem 1949 i 1951 Puchar obwodu żytomierskiego.
W 1955 startował w Mistrzostwach Ukrainy spośród drużyn kultury fizycznej.
W 1956 zespół został rozformowany.

## Inne
- Polissia Żytomierz